# Paragenesi

Diagramma della serie di Bowen, una delle sequenze più note della petrologia.

In mineralogia, si definisce paragenesi l'associazione di minerali formatisi insieme o successivamente, ma sempre nello stesso processo genetico di una roccia magmatica. Ogni roccia avrà quindi una sua paragenesi caratteristica. 
Molti minerali, condividendo gli stessi processi di origine, saranno in paragenesi fra loro e quindi rinvenibili insieme.
Nelle rocce ignee l'ordine di formazione di minerali da un magma è dovuto alle diverse temperature di cristallizzazione dei minerali stessi. 
In una serie di cristallizzazione continua si formano prima i minerali meno ricchi in silice, che poi sono riassorbiti dalla massa fusa e trasformati in minerali più ricchi in silice. Le trasformazioni che avvengono, quindi, interessano lo stesso minerale (o della stessa famiglia). In una serie di cristallizzazione discontinua invece le rocce che si formano in parte possono essere riassorbite dal magma e trasformate in altri minerali.
Il diagramma della serie di Bowen schematizza le due tipologie di serie: il ramo sulla sinistra che va dalle olivine alla biotite è una serie discontinua; il ramo sulla destra invece riporta la serie continua dei plagioclasi.